# Encefalocele
L'encefalocele è l'erniazione di tessuto cerebrale e meningeo a causa di una malformazione congenita del cranio, conseguente a una incompleta saldatura delle ossa della volta cranica. Si tratta di un difetto di chiusura del tubo neurale.

## Localizzazione
Solitamente l'encefalocele interessa la linea mediana e protrudono dalla regione occipitale o dalla fronto basale.

## Trattamento
È necessario l'intervento chirurgico.